# Tiso camillus
Tiso camillus là một loài nhện trong họ Linyphiidae.
Loài này thuộc chi Tiso. Tiso camillus được Andrei V. Tanasevitch miêu tả năm 1990.